# Distrito electoral de Whistle Creek (condado de Sioux, Nebraska)
Whistle Creek (en inglés: Whistle Creek Precinct) es un distrito electoral ubicado en el condado de Sioux en el estado estadounidense de Nebraska. En el Censo de 2010 tenía una población de 137 habitantes y una densidad poblacional de 0,12 personas por km².

## Geografía
Whistle Creek se encuentra ubicado en las coordenadas 42°22′15″N 103°37′1″O / 42.37083, -103.61694. Según la Oficina del Censo de los Estados Unidos, Whistle Creek tiene una superficie total de 1145.35 km², de la cual 1145.34 km² corresponden a tierra firme y (0%) 0 km² es agua.

## Demografía
Según el censo de 2010, había 137 personas residiendo en Whistle Creek. La densidad de población era de 0,12 hab./km². De los 137 habitantes, Whistle Creek estaba compuesto por el 93.43% blancos, el 0% eran afroamericanos, el 0% eran amerindios, el 0% eran asiáticos, el 0% eran isleños del Pacífico, el 4.38% eran de otras razas y el 2.19% pertenecían a dos o más razas. Del total de la población el 6.57% eran hispanos o latinos de cualquier raza.